# Tarjo
Un tarjo es un canto mágico que se lleva a cabo en las ceremonias de la mesa norteña en la costa y sierra norte de Perú, un sistema de creencias y prácticas de la medicina tradicional de corte chamánico que utiliza el cactus de San Pedro (Echinopsis pachanoi) y que combina elementos originarios de Sudamérica y cristianos. Por lo general, los tarjos son acompañados por silbidos y el ritmo de una «chungana» (maraca o sonaja ritual).
Existen otras tradiciones que utilizan cantos mágicos como los anent de las naciones jíbaras, los meye de los piaroas, los eshuva de los huachipaeri, los mariri de los cocama o los ikaros del shipibo-konibo-xetebo.

## Definición
Los tarjos son «cuentas» o fórmulas cantadas por el maestro o maestra curandera en diferentes momentos de las ceremonias de la mesa norteña. Estas fórmulas pueden interpretarse como invocaciones y rezos dirigidos a los espíritus del cactus sagrado (Echinopsis pachanoi), del lugar y presentes. Los tarjos pueden combinar silbidos y estar acompañados por el sonido claro y rítmico de una «chungana» (cascabel, maraca o sonaja ritual).
El antropólogo Douglas Sharon, quien realizó un estudio etnográfico detallado del maestro curandero Eduardo Calderón Palomino, describe el llamado a los espíritus del territorio durante un ritual a través de un tarjo:

Llamada a las montañas y lagunas sagradas, a los antiguos santuarios y a los curanderos, vivos y muertos, para que asistan a la sesión en espíritu. La llamada es hecha por medio de un tarjo. Un tarjo se inicia con el curandero agitando rítmicamente la chungana o sonaja. Una vez que se ha establecido un ritmo, el curandero silba de acuerdo con él. Luego salmodia o entona una canción, mientras sigue sacudiendo la chungana. Hacia el final del tarjo vuelve a silbar, y termina agitando de nuevo la chungana.
Douglas Sharon (1980): 213.
El Chamán de los Cuatro Vientos

## Función
Los tarjos en la mesa norteña cumplen la función de 'activar' las artes además de poder dirigirse a un paciente y a su enfermedad en particular. La antropóloga Laura Larco describe la función de los tarjos en la mesa norteña:

Las palabras que conforman las invocaciones y los tarjos, o cantos, son ordinarias. Sin embargo, su estructura y sintaxis no siguen el orden discursivo de los mitos, que son lineales. Los tarjos describen personas, lugares y cosas, entrando a su núcleo y esencia. A través de las palabras, todo es examinado en detalle y desmontado. Los tarjos que se realizan al final del ritual reordenan todo. A través de los textos, el maestro vuelve a colocar todo en su lugar, equilibrando el mundo una vez más.
Laura Larco (1997): 53.
Encuentros con las Huacas: Diálogo ritual, música y curación en el norte del Perú